# 3727 Maxhell
3727 Maxhell (1981 PQ) là một tiểu hành tinh nằm phía ngoài của vành đai chính được phát hiện ngày 7 tháng 8 năm 1981 bởi A. Mrkos ở Klet.